# Burg Gebsenstein
Die Burg Gebsenstein ist eine abgegangene Höhenburg am Nordrand des Heilsberges auf rund 550 m ü. NN, 1500 Meter südlich der Kirche der Gemeinde Hilzingen im Landkreis Konstanz in Baden-Württemberg.

## Geschichte
Die während der ersten Hälfte des 13. Jahrhunderts erbaute Burg war wegen der Namensähnlichkeit möglicherweise der Sitz des im Jahr 1214 genannten Gebzio von Twiel. Ein sich nach der Burg benennendes Geschlecht ist mit den Herren von Gebsenstein zwischen 1253 und dem Anfang des 14. Jahrhunderts erwähnt worden. Ihnen gehörte ihr Stammsitz nur bis zu einem unbekannten Zeitpunkt vor dem Jahr 1275, denn in diesem Jahr verkaufte Graf Mangold von Nellenburg die Burg ze Gepsenstein an die Herren von Randegg. Zu welcher Zeit die Burg abgegangen ist, ist nicht bekannt, sie wird in Zusammenhang mit Jagdrechten 1683 als Burgstall bezeichnet.

## Beschreibung
Die insgesamt rund 900 Quadratmeter große, zweiteilige Burgstelle befindet sich auf einem nach Nordwesten gerichteten, spornartigen Ausläufer an der Nordostseite des Heilsberges. Dieser Sporn fällt bis auf die Südostseite zu Tal ab, im Südosten folgt der Burgstelle eine ebene Fläche, die daraufhin zum 561,4 m ü. NN hohen Nebengipfel des Heilsberges aufsteigt. Die Kernburg der Anlage befindet sich auf einer Spornkuppe, die einige Meter von der Spornspitze zurückgesetzt liegt. Das etwa 23 × 16 Meter große, und rund 380 Quadratmeter messende Plateau dieser Kuppe fällt nach Norden steil über Felsklippen ab, und ist an den restlichen Seiten sehr steil geböscht. Ein Wallzug am Rand des Plateaus dürfte den Rest einer verfallenen Ringmauer darstellen, weitere Bebauungsspuren sind die bis zu vier Meter tiefen Mulden in der Mitte des Plateaus, sie gehen wohl auf ehemalige Keller einstiger Burggebäude zurück, falls es sich nicht um rezente Abbaustellen handelt. Dem Burghügel mit der Kernburg ist an seiner Süd- sowie an der Ostseite rund fünf Meter unterhalb des Plateauniveaus eine drei Meter breite Terrasse vorgelegt, um den Hügelfuß zieht sich ein Ringgraben, der nur an der steil abfallenden Nordseite aussetzt. Dieser Sohlgraben ist an der Westseite des Kernburghügels zum Teil verschüttet, ansonsten erreicht er eine Breite von bis zu 16 Meter und eine Tiefe von drei bis vier Meter. An der Angriffsseite, im Osten sowie im Süden des Burghügels ist außerhalb des Ringgrabens ein noch 0,4 Meter hoher Vorwall erhalten geblieben.
Dieser dem Graben vorgelegte Vorwall geht südlich des Kernburghügels in eine künstlich versteilte Böschung über, die sich bis zu einem Graben an der Spitze des Bergspornes erstreckt. Dieser Sohlgraben erreicht noch eine Tiefe von zwei Meter nach außen und drei bis vier Meter zur Innenfläche hin und verläuft von Süden nach Norden quer über den abfallenden Sporn. Die so gesicherte Fläche westlich des Kernburghügels misst 30 bis 35 Meter länge und zehn bis maximal 20 Meter breite, dabei wird es sich um den Standort der Vorburg mit den Wirtschaftsgebäuden der Burg gehandelt haben. Die nördliche Begrenzung am Steilhang der Vorburg wird durch eine drei Meter breite und einen Meter hohe Felsrippe gebildet.

## Grabungen
In dem Buch Bayrische Sagen und Bräuche von Friedrich Panzer wird auf eine Grabung hingewiesen:

„man hat in der burgstelle Gebsenstein nach schätzen gegraben und ein goldenes degengefäss gefunden (von herrn von Raiser)“
 Vermutlich fanden um 1800 Grabungen auf der damals schon zerfallenen Burgstelle statt.

Wahrscheinlich ist von Johann Nepomuk von Raiser die Rede, welcher bei einer „Schatzsuche“ ein goldenes Degengefäß fand. Panzer und Reiser waren Zeitgenossen und geschichtlich interessiert. Sie wohnten nicht allzu weit auseinander.
Außerdem waren beide Staatsbedienstete.
 Der Verbleib dieses Degengefäßes ist unbekannt.